# أمين أباد (قوريغل)
أمین أباد (بالفارسية: امین‌آباد) هي منطقة سكنية تقع في إيران في قسم قوريغل الريفي. يقدر عدد سكانها بـ 37 نسمة .